# І довше віку день триває
«І понад вік триває день…» — перший роман Чингіза Айтматова. Опублікований у 1980 році в журналі «Новий світ». Пізніше видавався під назвою «Буранний полустанок». В 1990 році в журналі «Прапор» вийшла «повість до роману» «Біла хмара Чингісхана», яка згодом увійшла до складу роману.
Прообразом Буранного полустанку є залізнична станція Торетам поблизу космодрому Байконур, названа на честь полеглого поблизу неї (на околиці сучасного міста Байконир) шейха Торі-Баба, представника роду торі (нащадки чингізидів).
У назву роману винесен рядок вірша Бориса Пастернака 1959 року «Єдині дні».

## Сюжет
Чингиз Айтматов піднімає в романі проблему людської історичної пам'яті, поваги людини до власного коріння, до сім'ї, роду, традицій, честі та людяності. 
У центрі оповідання — драматична доля простого казаха-залізничника Едигея Жангельдина, на прізвисько Бураний. Перед нами постає сьогодення героя та його минуле, війна і важкий післявоєнний час. За один день життя героя перед читачем розгортається картина багатьох життів та доль простих людей.

### Початок роману
Голодна лисиця виходить до залізниці:
|  | З приходом ночі лисиця вийшла з яру. Дочекалася, вслухаючись, і потрусила до залізничного насипу, безшумно перебігаючи то на одну, то на іншу сторону шляхів. Тут вона вишукувала недоїдки, викинуті пасажирами з вікон вагонів. Довго їй довелося бігти вздовж укосів, обнюхуючи всілякі предмети, дражливі і з огидним запахом, поки не натрапила на щось більш-менш придатне. Весь шлях прямування поїздів був засмічений обривками паперу та пожмаканих газет, битими пляшками, недопалками, покрученими консервними банками та іншим непотрібним сміттям. Особливо смердючим був дух з шийок уцілілих пляшок — тхнуло дурманом. Після того як два рази закрутилася голова, лисиця вже уникала вдихати в себе спиртне повітря. Фуркала, відскакувала відразу в сторону. |

В той же час літня жінка поспішає повідомити, що «помер самотній старий Казангап», давній друг Едигея. Едигей вирішує поховати товариша на давньому родовому цвинтарі. Але там його чекає приголомшлива новина: свята святих казахів «підлягає ліквідації», на місці кладовища буде знаходитися стартовий майданчик для запуску ракет. Чиясь невблаганна воля в особі лейтенанта Тансикбаєва відлучає людей від їх святині. «Принижений і засмучений» Едигей, подолавши опір сина Казангапа, ховає товариша неподалік, на обриві Малакумдичап. І в кінці цієї історії, як і на її початку, з'являється символ Природи: коршун, ширяючи високо у небо, спостерігає він за похованням та передстартовою метушнею на космодромі.

### Розвиток сюжету
Під час жалобних клопіт, а потім і поїздки, Едигей згадує життя Казангапа, яке тісно пов'язане і з його власним життям.
А згадати є про що — і той, і інший прожили, можливо, не дуже яскраве, але багате на глобальні події життя. Ці два чоловіки — сильні розумом і духом, мудрі, які дізналися ціну життю та людям, усамітнившись, жили в тих місцях, де інші не змогли жити. Багато довелося перенести Едигею: він воював, наприкінці сорок четвертого року був демобілізований після контузії. Повернувшись додому, він дізнався про смерть єдиної дитини. А незабаром зустрів Казангапа, і той покликав їх з дружиною на Буранний полустанок. Звичайно, місце важке — безлюддя та безводдя, кругом піски.
Коли Едигей побачив роз'їзд, серце його впало: на пустинній площині стояло кілька будиночків, а далі з усіх сторін — степ… Не знав тоді, що на цьому місці проведе решту свого життя. З них тридцять років — поруч з Казангапом. Казангап багато допомагав їм, дав верблюдицю на подої, подарував верблюжа від неї, якого назвали Каранаром. Діти росли разом. Стали як рідні.
І ховати Казангапа доведеться їм…
 Роман складається з розповідей декількох життєвих історій, пов'язаних одна з одною. Важливим є і місце, де живуть герої роману — Сари-Озекі — безплідна пустеля — символ того, що героям втрачати вже нічого:
|  | Едигей начальника навмисне називав на «ти», щоб той зрозумів, що Едигею нічого підлабузнюватися і боятися, далі сарозеков гнати його нікуди |

Трагічною є й доля вчителя Абуталипа Куттибаєва. У сарозекську глушину він зі своєю родиною потрапив не від хорошого життя: Абуталип, вчинивши втечу з німецького табору, опинився в сорок третьому серед югославських партизанів. Додому він повернувся без обмеження в правах, але потім відносини з Югославією зіпсувалися, і, дізнавшись про його партизанське минуле, його попросили подати заяву про звільнення за власним бажанням. Попросили в одному місці, в іншому… Багато разів переїжджаючи з місця на місце, сім'я Абуталипа опинилася на роз'їзді Боранли-Бураний. На все життя застрягли в Сарозеках. Це життя було їм не під силу: важкий клімат, глушина, відірваність. Але сім'я Куттибаєвих була дуже дружною. Абуталип був чудовим чоловіком і батьком, а діти були пристрасно прив'язані до батьків. На новому місці їм допомагали, і поступово вони стали приживатися. Абуталип тепер не тільки працював і займався будинком, не тільки возився з дітьми, своїми і Едигея, але і став читати — адже він був освіченою людиною. А ще після трудових днів на полустанку, в вільний час, став писати спогади про Югославію. Він пише про пережите, переосмислює його, намагається залишити його своїм дітям як повчання і пам'ять. Він пише дітям свій заповіт: треба жити «не на продаж, не для марнославства, а як сповідь для душі». 
Те, що він пише книгу було відомо всім на роз'їзді. Хтось написав на нього донос.
До кінця року приїхав, як звичайно, ревізор. Між справою розпитував і про Абуталипа. Пізніше Абуталип був заарештований, і, щоб уникнути переслідування своєї сім'ї, в тюрмі покінчив з собою

### Паралельні світи
Паралельно веде автор свою розповідь про зовсім інший світ, центр якого знаходиться на півдні від Алеутських островів в Тихому океані, в квадраті, приблизно рівновіддаленному від Владивостока і Сан-Франциско. Це авіаносець «Конвенція» — науково-стратегічний штаб Обценупра за спільною програмою «Деміург». Тут панує американський і радянський паритет — космонавти, зв'язавшись з позаземною цивілізацією, тимчасово покинули станцію «Паритет», щоб після повернення доповісти людству про результати відвідування планети «Лісові Груди». Пояснюючи причини свого «безпрецедентного підприємства», вони пишуть: «Нас веде туди жага знань і віковічна мрія людини відкрити собі подібні істоти в інших світах, з тим щоб розум об'єднався з розумом».
Введення науково-фантастичної сюжетної лінії ускладнило композицію роману. У ньому існує декілька просторів: Буранного полустанку, Сари-Озеків, країни, планети і далекого космосу. Так само сполучаються в романі різні пласти часу: минуле, сьогодення і майбутнє. А в центрі їх перетину — людина, причетна і до лисиці, і до ракети, яка покликана все розуміти, поєднувати, гармонізувати. Це і є головний герой роману Едигей Жангельдин, Буранний Едигей, фронтовик, справжній трудяга, трудівник. Як писав сам Айтматов, «він один з тих, на яких, як кажуть, земля тримається… Він син свого часу». І поруч з ним у центрі роману верблюд-сирттан (зверхістота), що веде свій рід від білоголової верблюдиці Акмал, як втілення самої Природи, її рівності з людиною.

## Сказання про манкуртів
Одним з основних моментів роману є історія про манкуртів. Вперше читач стикається з ним під час похорону Казангапа:
|  | У кладовища Ана-Бейит була своя історія. Переказ починався з того, що жуаньжуани, які захопили сарозеки в минулі століття, виключно жорстоко поводилися з полоненими воїнами...Жахлива доля чекала тих, кого жуаньжуани залишали у себе в рабстві. Вони знищували пам'ять раба страшною мукою — надяганням на голову жертви ширі. |

Чингиз Айтматов вважає, що набагато легше знищити людину фізично, ніж видалити її пам'ять і розум, «вирвати коріння того, що залишається з людиною до її останнього подиху, залишаючись її єдиним набуттям, те, що йде разом з людиною, і є не доступним для інших». Жуаньжуани вигадали найварварскіший спосіб — віднімати живу пам'ять у людини, що, на думку Ч. Айтматова, є «найтяжчим з усіх уявних і ні злодіянь». Сама назва кладовища є символічною — «Ана Бейит», що в перекладі означає — Материнський упокій. Серед купців і погоничих стада була одна жінка, яка впізнала в одному із манкуртів свого сина. Мати не знала спокою після цієї зустрічі, намагалася розшукати пастуха-манкурта. Розшукавши його, вона щоразу запитувала сина, чи памʼятає той свого батька, звідки він родом, але той мовчав. Особливий сенс мають слова, сказані нею в розпачі: «Можна відняти землю, можна відняти багатство, можна відняти і життя, але хто вигадав, хто сміє зазіхати на пам'ять людини?! О Господи, якщо ти є, як навіяв ти таке людям? Хіба мало зла на землі і без цього?»[ Син не згадав її… запитавши у господарів, отримав відповідь, що у нього немає матері… йому були вручені лук і стріли, якими він вбиває свою матір. Розповідь про манкуртів має важливе значення для всього роману. До них належить сім'я Тансикбаєвих, які від бажання виділитися порушили всі людські норми і мораль. Для того, щоб дізнатися про долю Абуталипа Буранний Едигей їде в Алма-Ату, де через російського вченого знаходить хоч якусь правду — саме людяність є головним у романі, а не спорідненість і національні ознаки. Невипадково наводиться історія про те, як на посаді, де служить солдат з Вологди, який з належною повагою звертається з прибулими на похорон людьми, відчуваючи себе ніяково від того, що лейтенант Тансикбаєв (син) звертається до людей неввічливо. Сабітжан Тансикбаев, іменує Буранного Едегея та інших «сторонніми». Довго думаючи над словами Сабітжана, про його ідеї про радіокерованих людей, про те, що освіта робить людину Людиною, все більше Едигей приходить до висновку, що «можливо його і навчали для того, щоб він виявився таким, яким виявився… що якщо ним самим вже керують по радіо?», він вимовляє:
Манкурт ти, справжній манкурт!

## Історична цінність роману
Ще до виходу роману «І понад вік триває день» («Буранний полустанок») Ч. Айтматов користувався популярністю як у радянських читачів, так і за кордоном. Р. Гачев пише:
|  | Що ж: один загальний день триває більше століття і століть — від Чингісхана до Чингіза-поета. Безперервна боротьба між силами Добра і Зла. Обирай бік, чоловіче! і ось творчість Чингіза Айтматова допомагає нам, озброює вибрати Благо: його і подвиг, і праця — і красу, і щастя. |

|  | Автор знову повертає нас до легенди про «Сариозіської кари», щоб, витерши очі від сліз нового часу, побачити незворотність істин буття любою злою силою, нехай і овіяну ореолом непідвласності і непереможності! |